# Arabia Deserta

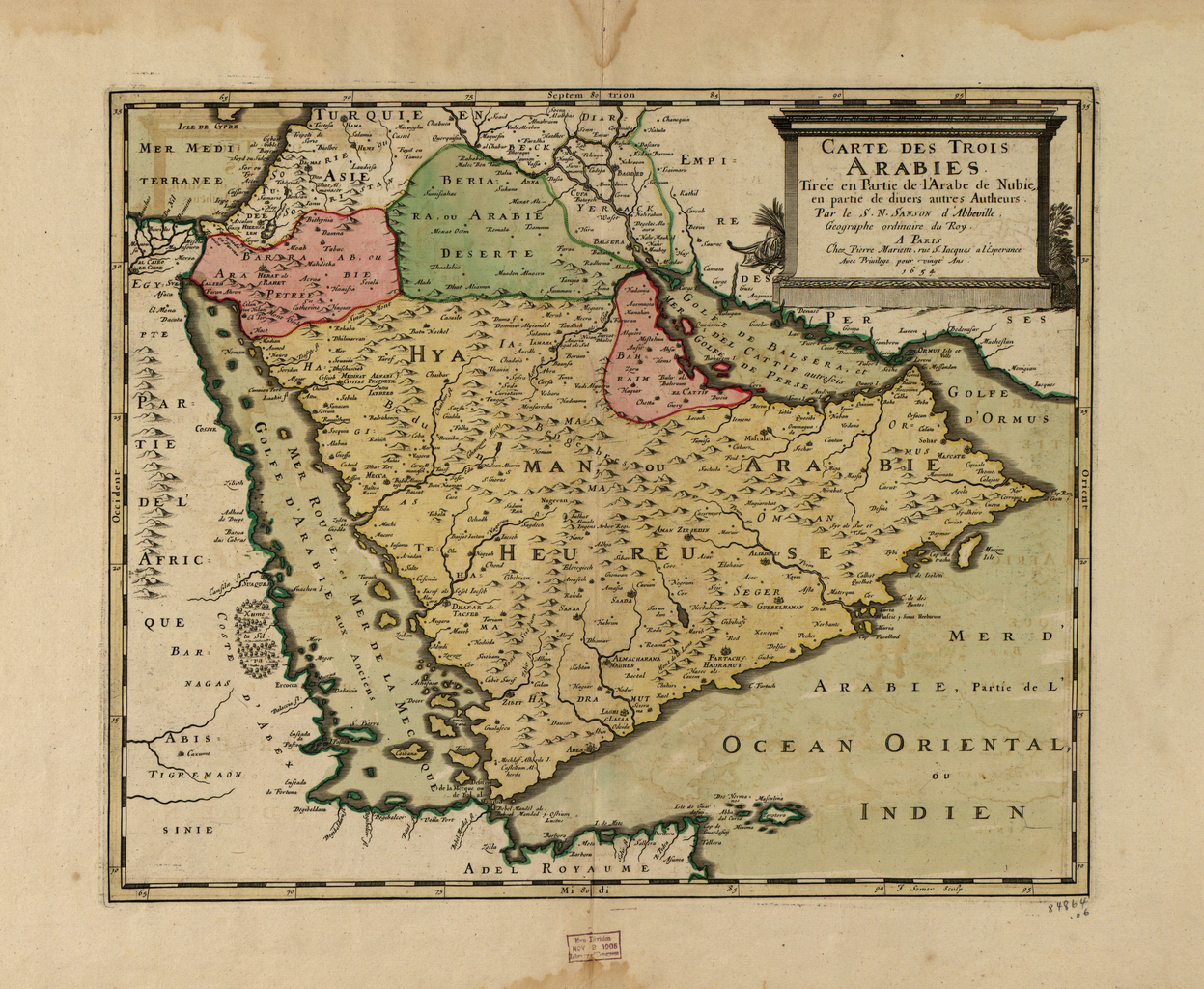
Französische "Karte der drei Arabien" von Nicolas Sanson, entstanden um 1654.

Arabia Deserta, auch Arabia Magna genannt, war der lateinische Name, der früher für die nördliche, insbesondere die nordöstliche arabische Halbinsel verwendet wurde, ein Gebiet, welches sich in etwa mit dem heutigen Nord-Saudi-Arabien deckt und an Mesopotamien und die damalige römische Provinz Syria grenzte.
Arabia Deserta war, neben Arabia Felix und Arabia Petraea, eine der drei Einteilungen der arabischen Halbinsel durch das Römische Reich.

## Etymologie
Die lateinischen Adjektive „[D]eserta“ bzw. „[M]agna“ bedeuten ‚verlassen, unbewohnt; wüstenhaft‘. bzw. ‚groß‘

## Erwähnung
Im 18. Kapitel Der wilde Mann kommt mit großem Glück und vielem Geld wiederum auf freien Fuß des Schelmenstückes Der abenteuerliche Simplicissimus von Hans Jakob Christoffel von Grimmelshausen von 1668 wird der nach Jerusalem pilgernde Protagonist Simplicius in Ägypten von arabischen Räubern gefangen genommen. Die Räuber nehmen dem langhaarigen, bärtigen und barfüßigen Simplicius die Kleidung weg und bekleiden ihn „um die Scham mit einer schönen Art Moos“.

„[…] solchergestalt führten sie mich als einen wilden Mann in den Flecken und Städten am Roten Meer herum und ließen mich um Geld sehen, mit Vorgeben, sie hätten mich in Arabia deserta fern von aller menschlichen Wohnung gefunden und gefangen bekommen“